# Оптическая ориентация атомов
 Оптическая ориентация атомов — эффект пространственной ориентации, вызванный возбуждением атомов циркулярно поляризованным светом. Открыт французским физиком Альфредом Кастлером, который получил Нобелевскую премию за оптические исследования атомов.

## Механизм
Атом должен иметь состояния с моментом l = ±½ в основном и возбужденном состоянии. За счет циркулярной поляризации происходит переход с изменением момента на 1. Таким образом возможен только один переход(l = -½ в l = +½), сопровождающийся переориентацией момента атома вдоль оси z. В свою очередь, релаксация равновероятно проходит по любому каналу. Происходит отток количества атомов с моментом -½ и равновероятная релаксация в состояния с моментом ±½. Состояние -½ обедняется за счет постоянного оттока. Таким образом, момент атомов становится ориентирован по оси z.
Классическим примером является ориентация атомов Cs.